# 栃木県立盲学校
栃木県立盲学校（とちぎけんりつもうがっこう）は、栃木県宇都宮市福岡町にある、公立特別支援学校。栃木県にある唯一の視覚障害者を対象とした特別支援学校であり、幼稚部から高等部専攻科まで設置する。音の出るボールを使った卓球であるサウンドテーブルテニスを考案した学校である。
2020年（令和2年）5月1日現在の在籍者は40人である。

## 対象
視覚障害者を対象とする特別支援学校としては栃木県で唯一であり、県全域を学区とする。設置学部は幼稚部、小学部、中学部、高等部、高等部専攻科である。設置学科は、高等部が普通科と保健理療科、高等部専攻科が保健理療科と理療科である。2020年（令和2年）現在、幼稚部から高等部専攻科まで20学級40人が在籍する。そのうち20人が寄宿舎生活を送る。
高等部と高等部専攻科は入学試験があり、学力検査（五教科）と面接、その他必要な検査が課される。幼稚部は、面接とその他必要な検査によって入学者選抜が実施される。

## 歴史

### 戦前

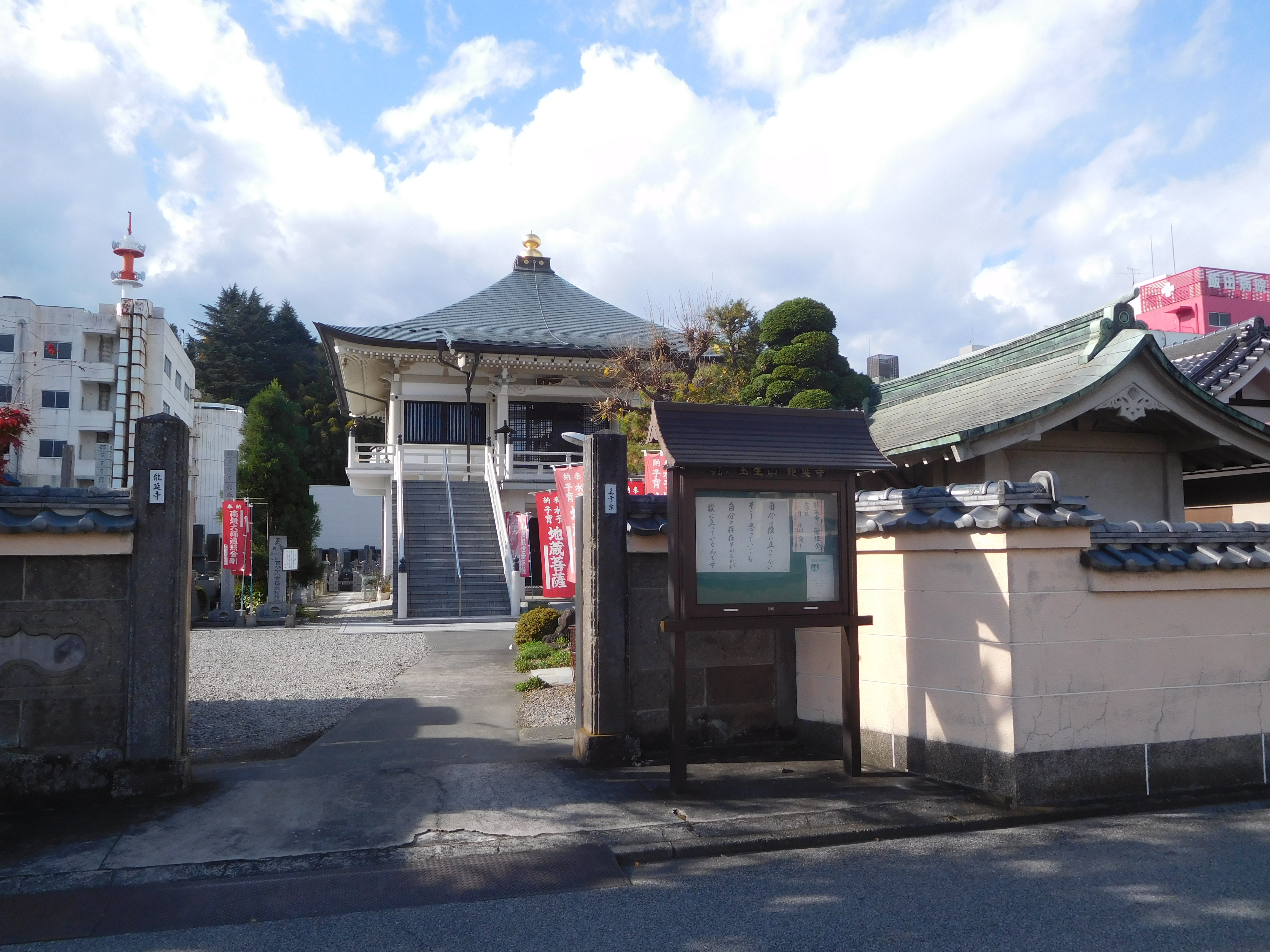
野州盲学校のあった能延寺

1906年（明治39年）2月に宇都宮市で相次いで開校した、私立下野盲唖学校と私立野州盲学校を起源とする。下野盲唖学校は、石塚茂吉らが2月15日に設立し、泉町にある石塚校長の自宅を校舎とした。同校は聾唖科（ろうあか）、盲科、鍼按摩科（はりあんまか）の3科を開設していた。また、野州盲学校は上野鉄平らが2月19日に設立し、宮島町（現・宮町）の能延寺を校舎とした。こちらは鍼按摩科と普通科の2科を開設していた。これら下野盲唖学校と野州盲学校の開校は、栃木県における特別支援教育の幕開けとなる出来事であった。なお、両校は1909年（明治42年）2月10日に統合し、私立宇都宮盲唖学校となった。栃木県立盲学校は、この時を公式の創立年月日と定めている。宇都宮尋常高等小学校（現・宇都宮市立中央小学校）の一角を借用して始まり、1911年（明治44年）4月1日に旭町二丁目へ移転した。
宇都宮市で2校が開校してから10年が経過した1916年（大正5年）の11月13日に、足利市本城三丁目の沢田正好邸を利用して、足利鍼灸按講習所が開設された。同所は翌1917年（大正6年）8月30日に栃木県知事の認可を受け、私立足利盲学校に改称し、普通科、鍼灸マッサージ科、按摩術科の3科を設けた。
私立による視覚障害者向けの学校整備が進む中、盲学校及聾唖学校令が1923年（大正12年）に発布された。この勅令は道府県に対して盲学校と聾学校の設置義務を課したため、1924年（大正13年）4月1日に栃木県は宇都宮盲唖学校と足利盲学校を栃木県立代用盲学校に指定し、両校は初等科6年・中等科（鍼按摩科）4年・別科2年を設置した。宇都宮盲唖学校は1927年（昭和2年）に、足利盲学校は1931年（昭和6年）にそれぞれ校地を移転した。1933年（昭和8年）、足利盲学校の沢田正好校長は「盲人用ピンポン」を考案した。これは後の時代にサウンドテーブルテニスと呼ばれることになるスポーツである。
1935年（昭和10年）4月1日、宇都宮盲唖学校と足利盲学校は栃木県へ移管され、栃木県立宇都宮盲唖学校と栃木県立足利盲学校にそれぞれ改称した。続いて1939年（昭和14年）4月1日に栃木県立宇都宮盲唖学校の盲部と栃木県立足利盲学校を統合し、栃木県立盲学校が発足した。新制栃木県立盲学校は、足利市相生町385の旧足利盲学校の校地を継承し、初代校長も足利盲学校長だった沢田正好が就任した。設置学科は初等科、中等科、別科、音楽科（4年）、研究科（1-3年）であった。一方、旧宇都宮盲唖学校は聾唖部だけが残ったことから、栃木県立聾唖学校（現・栃木県立聾学校）に改称した。

### 戦後

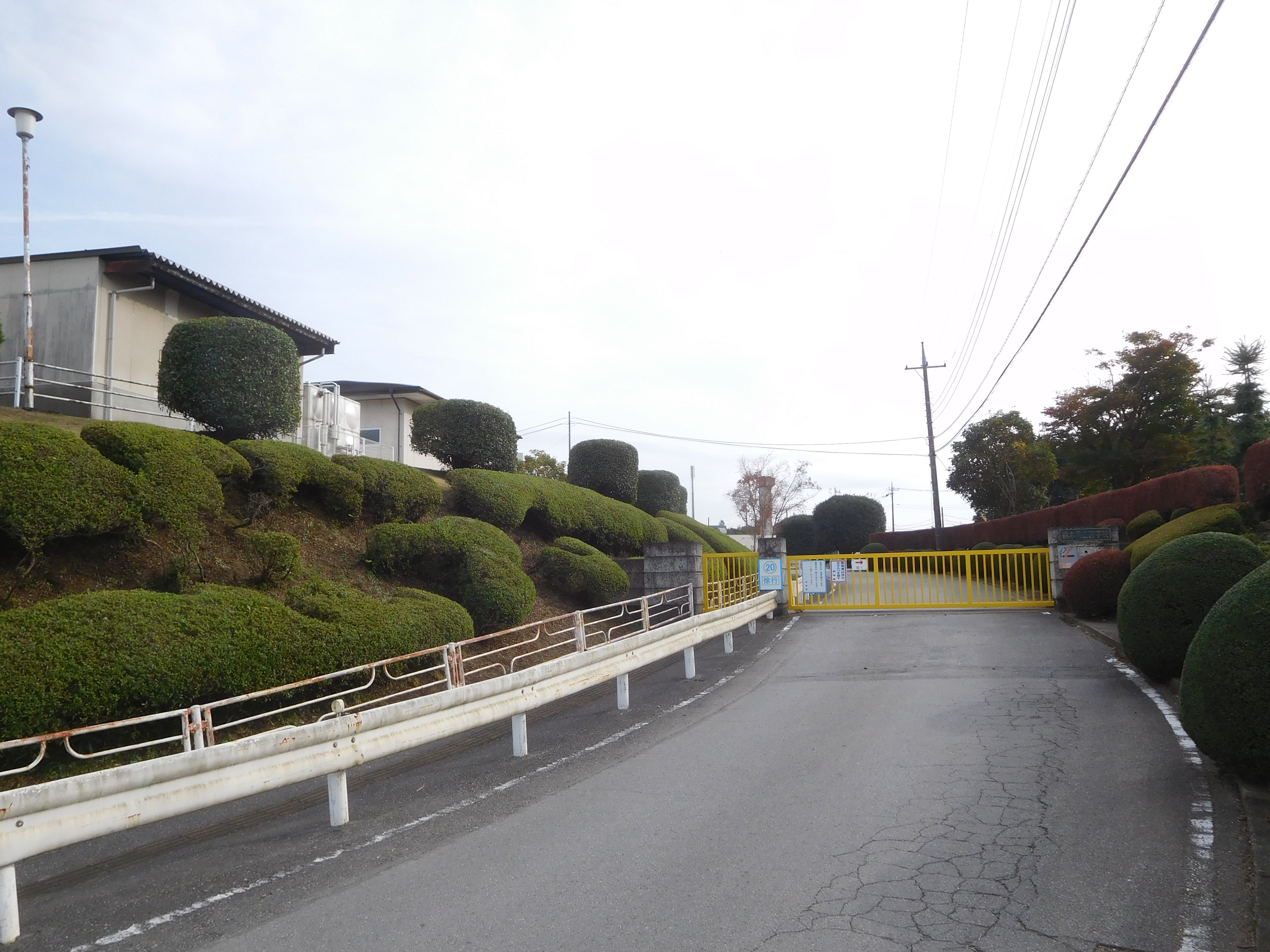
福岡町の校門

1947年（昭和22年）に学校教育法の公布により障害教育が義務化され、翌1948年（昭和23年）より盲学校・聾学校では学年進行で義務化が進められた。1949年（昭和24年）には河内郡横川村江曽島670（現・宇都宮市大和）へ移転し、1951年（昭和26年）に高等部に理療科が設置された。なお、足利の旧校地は相生幼稚園と盲人ホームに転用され、後者は「足利市視覚障害者福祉ホーム」に名前を変えて現存する。
1957年（昭和32年）9月、宇都宮市駒生町へ移転し、1973年（昭和48年）4月には同市福岡町（現校地）へと再移転した。1996年（平成8年）12月21日、日光市などで震度5弱を観測する地震が発生し、教室内の水道配管が破損し、漏水する被害が生じた。2004年（平成16年）4月、高等部専攻科に保健理療科を設置した。

## 特色

### サウンドテーブルテニス
サウンドテーブルテニスは、1933年（昭和8年）に栃木県立盲学校の前身である足利盲学校の校長・沢田正好が「盲人用ピンポン」として考案したものである。当初は訓練ないしリハビリテーションを目的としたもので、ピンポン（卓球）というよりは「玉ころがし」のような種目であった。また、台の四方をすべてフレームで囲む、台の中央を高くしてボールの転がる速度を調整するなど、地域により競技ルールに差があった。その後、競技化が進み、2004年（平成16年）からは、日本視覚障害者卓球連盟による全国大会が開かれるようになった。
2018年（平成30年）10月6日には、第36回関東地区盲学校卓球大会の会場となった。

### 防災教育
一般に、視覚障害者は、地震発生時に倒れたり落ちたりして危険なものを把握しづらいとされる。栃木県教育委員会では、東日本大震災を契機に特別支援学校での防災教育に力を入れ始め、栃木県立盲学校は2017年（平成29年）度にモデル校指定を受けた。県立盲学校での防災教育は、宇都宮地方気象台の協力を得て、ロッカーや窓ガラスに手で触れることで、災害時に危険な場所を覚えさせるというものである。教員は、授業中や校内移動時に生徒らに危険箇所を教えるなど、日常的に防災教育を行っている。

## 関係者

### 教員
- 鈴木彪平 - 東日本盲導犬協会創設者

### 卒業生
- 小森禎司 - 桜美林大学名誉教授[17]。生まれながら全盲の人物で、日本初の大学教授になった[18]。
- 中村弘明 - 元陸上競技選手、1988年ソウルパラリンピック男子走高跳視覚障害者部門銀メダリスト[19]。